# 今橋 (大阪市)
今橋（いまばし）は、大阪府大阪市中央区にある東横堀川に架かる橋。また同橋西詰以西の町名。

## 橋梁
大坂の陣を描いた絵図にこの橋の名が記されていることから、豊臣秀吉が東横堀川を開削してそれほど経っていない時期に架橋されたとされる。江戸時代には町橋として付近の町人が管理しており、元禄期には橋長75.8m、幅員5.5mの木橋で、町橋としては規模が大きかった。東詰で京街道に接続する。
金融の中心地にあり橋の袂からは尼崎行きの乗合船が運航されていた。 
1924年（大正13年）に近代橋となり、1965年（昭和40年）の阪神高速1号環状線南行きの開通に伴って、南東袂で高麗橋入口への入路を南へ分岐する現在の形状に改修されたが、1994年（平成6年）に老朽化のため現在の橋に架け替えられた。西詰北側の高欄に顕彰碑が設置されている。
一本の道から西へ二手に分かれるように架けられている、一つ上流側の葭屋橋の南東袂と今橋の北東袂は親柱を共有しているが、1911年（明治44年）の土佐堀通の拡幅以前は別々に架かっていた。
- 形式：鋼桁橋
- 橋長：68m
- 幅員：9m
- 完成：1994年（平成6年）
- 位置：中央区今橋1丁目（右岸） - 中央区北浜東（左岸）

## 町名
現行行政地名は今橋一丁目から四丁目。

### 地理
船場のうち北から2番目の町で、東西約1.1km、南北100m弱の地域。北は北浜、南は高麗橋、東は東横堀川今橋（橋梁）を挟んで北浜東、西は西横堀川跡の阪神高速1号環状線北行きを挟んで西区江戸堀とそれぞれ接する。

### 歴史
1872年（明治5年）まで、現在の3丁目と4丁目は尼崎町1 - 2丁目、西横堀川沿いは七郎右衛門町1丁目という町名だった。
江戸時代以来の今橋1丁目と2丁目には天王寺屋五兵衛、平野屋五兵衛、鴻池善右衛門といった大両替商が軒を並べ、近辺は大阪の金融の中心地だった。また、北浜に金相場会所（1743年）と証券取引所（1878年）が設立されるまでは、金銀銅などの取引は今橋で行われていた。現在も銀行などが軒を連ねるオフィス街である。
明治以降には、鴻池家によって第十三国立銀行が設立され、大阪毎日新聞の前身である日本立憲政党新聞や日本生命も今橋で誕生した。
1962年（昭和37年）に埋め立てられた西横堀川には尼ヶ崎橋が架橋されていた。

### 世帯数と人口
2019年（平成31年）3月31日現在の世帯数と人口は以下の通りである。
| 丁目               | 世帯数  | 人口  |
| ------------------ | ------- | ----- |
| 今橋一丁目         | 110世帯 | 197人 |
| 今橋二丁目         | 28世帯  | 32人  |
| 今橋三丁目・四丁目 | 40世帯  | 67人  |
| 計                 | 178世帯 | 296人 |

人口の変遷
国勢調査による人口の推移。
| 1995年（平成7年）  | 44人  | [ 6 ]  |  |
| 2000年（平成12年） | 24人  | [ 7 ]  |  |
| 2005年（平成17年） | 140人 | [ 8 ]  |  |
| 2010年（平成22年） | 219人 | [ 9 ]  |  |
| 2015年（平成27年） | 283人 | [ 10 ] |  |

世帯数の変遷
国勢調査による世帯数の推移。
| 1995年（平成7年）  | 24世帯  | [ 6 ]  |  |
| 2000年（平成12年） | 11世帯  | [ 7 ]  |  |
| 2005年（平成17年） | 67世帯  | [ 8 ]  |  |
| 2010年（平成22年） | 139世帯 | [ 9 ]  |  |
| 2015年（平成27年） | 172世帯 | [ 10 ] |  |

## 経済

### 産業
店・企業
- 北浜郵便局
- 大阪市立愛珠幼稚園
- 日本生命保険本店
- みずほ銀行大阪支店
- 三十三銀行 大阪法人営業部
- 北國銀行 大阪支店
- 南都銀行 大阪中央営業部

かつて存在した企業
- 日本産業貯蓄銀行

### 事業所
2016年（平成28年）現在の経済センサス調査による事業所数と従業員数は以下の通りである。
| 丁目       | 事業所数  | 従業員数 |
| ---------- | --------- | -------- |
| 今橋一丁目 | 84事業所  | 1,744人  |
| 今橋二丁目 | 156事業所 | 4,449人  |
| 今橋三丁目 | 82事業所  | 6,703人  |
| 今橋四丁目 | 152事業所 | 4,246人  |
| 計         | 474事業所 | 17,142人 |

## 地域

### 施設
- 大阪市立開平小学校
- 大阪美術倶楽部（鴻池両替店跡）
- トレードピア淀屋橋
- 淀屋橋odona
- 大阪倶楽部

## その他
日本郵便
- 〒541-0042[4]（集配局：大阪東郵便局[12]）

## 交通

### 鉄道
- 京阪電気鉄道京阪本線・大阪市高速電気軌道堺筋線 北浜駅

### 道路
国道
- 国道25号（御堂筋）

主要地方道
- 大阪府道102号恵美須南森町線（堺筋）